# Dęba (dopływ Upustu)
Dęba (Dopływ spod Podlesia) – struga, prawy dopływ Upustu o długości 13,56 km i powierzchni zlewni 38,09 km².
Źródła potoku znajdują się na wysokości około 212 m w miejscowościach Żarówka i Janowiec na północnych obrzeżach województwa podkarpackiego. Spływa w północnym kierunku przez te miejscowości i wpływa na teren województwa małopolskiego. Płynie dalej przez miejscowości  Radgoszcz, gdzie uchodzi do Upustu na wysokości 165 m.
Cała zlewnia Dęby znajduje się na obszarze nizinnym i jest to typowy potok nizinny o bardzo niewielkim spadku. Jego koryto jest częściowo naturalne, a częściowo jest to sztucznie wykonany rów z ochronnymi wałami przeciwpowodziowymi.